# Hapalogaster mertensii
Hapalogaster mertensii är en kräftdjursart som beskrevs av Brandt 1850. Hapalogaster mertensii ingår i släktet Hapalogaster och familjen trollkrabbor. Inga underarter finns listade i Catalogue of Life.